# Amplitude
 For alternative betydninger, se Amplitude (flertydig). (Se også artikler, som begynder med Amplitude)
En amplitude, et signalniveau eller en signalstyrke er et ikke-negativt mål for det maksimale udsving væk fra hvilestillingen på en bølge.
Amplituder angives på flere forskellige måder:
- Effektiv værdi (eng. Root Mean Square, RMS) – der angiver den effektive værdi af en sinusformet spænding som fx styrken af elektriske (lavfrekvens-)signaler samt på elnettet (fx 230V) og vekselspænding og strøm.
- Spids værdi, (spids-)amplitude – anvendes mest til symmetriske kurveformer, såsom sinus og firkantkurver uden DC-overlejring. Den er hyppigt anvendt ved laboratoriemålinger.
- Spids-til-spids værdi, Spids-til-spids amplitude – der anvendes både til symmetriske og asymmetriske kurveformer. Den er hyppigt anvendt ved laboratoriemålinger.

Amplituden er også et mål for, hvor meget energi en bølge transporterer, hvis frekvensen er konstant.

## Interferens
Når bølger interferer adderes deres amplituder. Det vil sige, at når to bølge toppe møder hinanden bliver amplituden større, og når en bølgetop og en bølgedal mødes, så formindskes amplituden. 

## Resonans
Ved resonans reflekteres en bølge hvormed den svinger i takt med andre bølger fra samme kilde. Når de interferer vil der dannes en ny, dobbelt så høj bølge, dvs. en ny bølge med en dobbelt så stor amplitude.